# ماتریکس (گروه تهیه‌کننده)
ماتریکس (به انگلیسی: The Matrix) گروه تهیه‌کننده و ترانه‌سرای آمریکایی است که در سبک پاپ فعالیت می‌کند. اعضای آن لورن کریستی، گراهام ادواردز و اسکات اسپوک هستند.